# Castillo de Alhama
El castillo de Alhama es una antigua fortaleza del siglo XI en el municipio murciano de Alhama de Murcia (España). Es de origen islámico y se alza sobre un cerro que domina el valle del Guadalentín. Su posición estratégica le confería el papel de defensa de las fronteras del reino de Castilla. Desde el 7 de agosto de 1997 es un Bien de interés cultural bajo referencia RI-51-0009976.

## Historia
El complejo se erigió entre los siglo XI y XII, pero Alhama alcanzó su cénit a inicios del siglo XIII con un gran auge de la población. Durante este período la fortificación se extendía como un ḥiṣn que dominaba el territorio adyacente y administraba las alquerías cercanas. Con el tratado de Alcaraz el reino de Murcia se incorporó a la Corona de Castilla; como resultado, el castillo pasó a ser propiedad del noble castellano Juan García de Villamayor. Así, la fortaleza obtuvo el papel de articular la zona fronteriza alrededor de la Corona de Aragón y el reino nazarí de Granada.
A finales del siglo XIV la villa del castillo pasó a formar parte de los señoríos de la Casa de Fajardo. El complejo adoptó el papel de fortaleza señorial de la familia, desde la cual durante el siglo siguiente controlaría buena parte del reino. Con el fin de la reconquista y la caída del reino de Granada, el baluarte perdió relevancia de forma paulatina. Esta decadencia tomó más fuerza tras la «disolución del carácter bélico del reino de Murcia», ya que la última rebelión de los moriscos se apaciguó en 1571 y la población de origen árabe de expulsó a finales del siglo XVII. Con el paso del tiempo quedó abandonada y en estado de ruina.
En el siglo XXI el castillo fue objeto de diversas intervenciones para consolidar los restos que se conservaban y para excavar ciertas zonas. Del mismo modo, ha sido rehabilitado con fondos del gobierno español y del municipal para permitir visitas culturales.

## Arquitectura

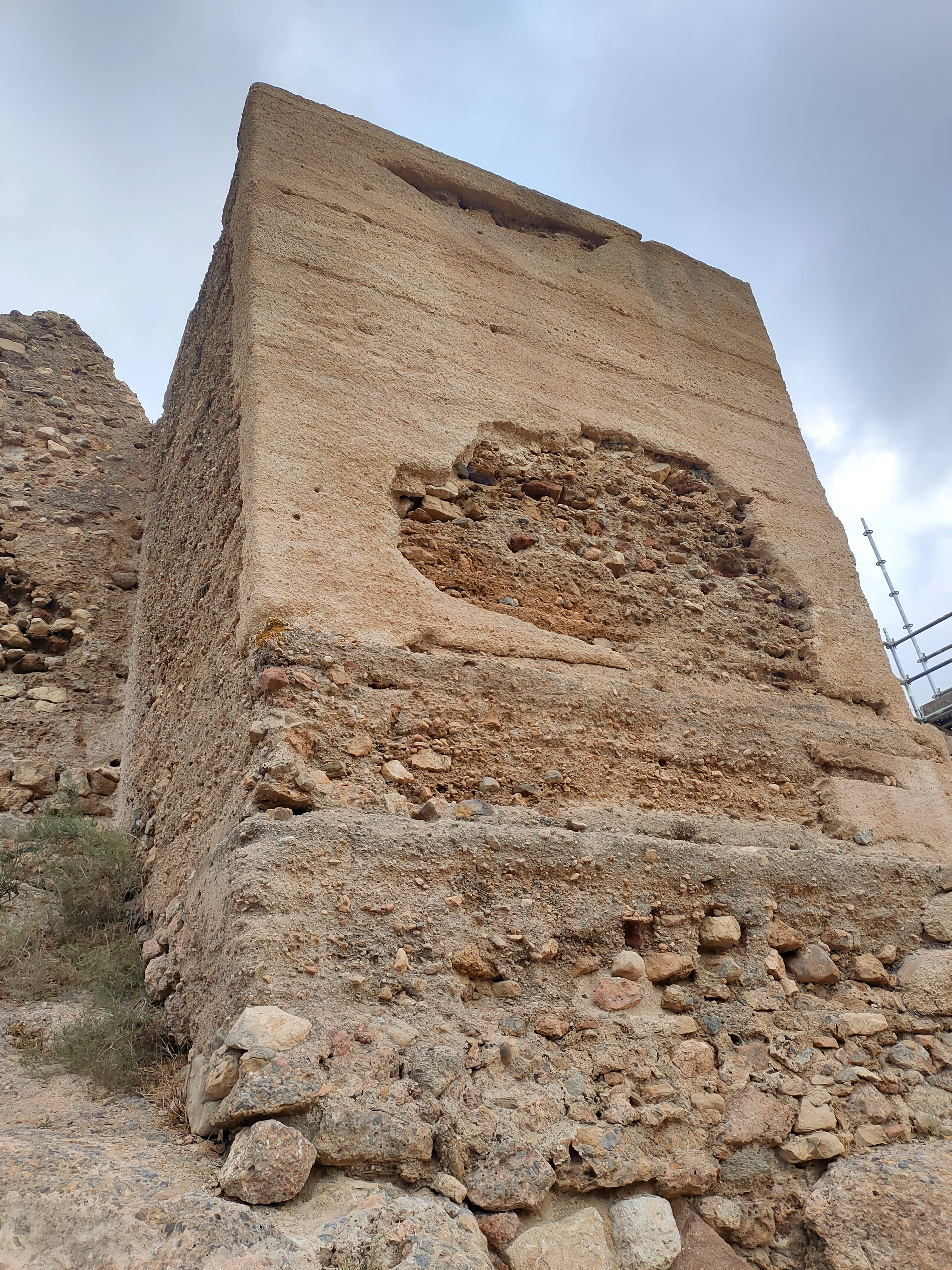
Detalle de la torre oeste.

Se trata de una construcción almohade, levantada sobre un cerro rocoso. Presenta restos de murallas y una torre del homenaje de forma prismática. Esta conserva en el interior arcos apuntados y vestigios de aljibes. El conjunto está dividido en dos espacios diferenciados: mientras una zona estaba dispuesta para fines políticos y militares, otra se destinó como refugio y residencia de la población.